# عبد الصمد المباركي
عبد الصمد المباركي؛ مواليد 1 يناير 1982 في تطوان، المغرب، هو لاعب كرة قدم مغربي يلعب لنادي شباب الحسيمة كلاعب وسط.

## وصلات خارجية
- عبد الصمد المباركي على موقع قاعدة بيانات كرة القدم.إي يو (الإنجليزية)
- عبد الصمد المباركي على موقع ناشيونال فوتبول تيمز (الإنجليزية)
- عبد الصمد المباركي على موقع Soccerway.com (الإنجليزية)

قائمة أهداف عبد الصمد المباركي من موقع كوورة المتخصص